# Independência de Hong Kong

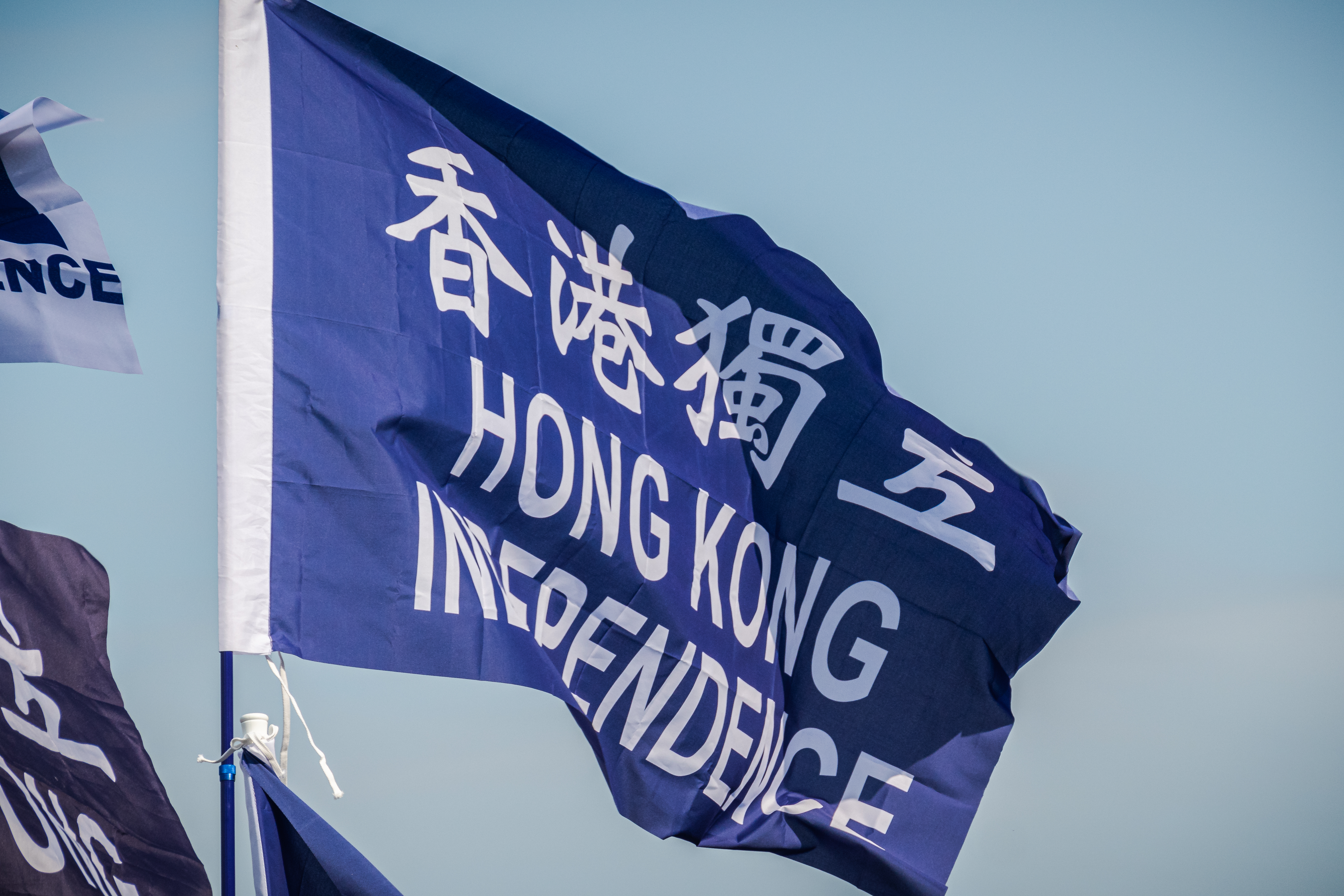
Bandeira de independência de Hong Kong

A independência de Hong Kong é um movimento político que defende que Hong Kong seja estabelecido como um estado soberano independente. Hong Kong é uma das duas regiões administrativas especiais da China (RAE) que aproveita de um certo grau de autonomia como parte da República Popular da China, garantido pelo Artigo 2 da Lei Básica de Hong Kong, ratificada pelo Conjunto Sino-Britânico Declaração.  Desde a transferência da soberania de Hong Kong do Reino Unido para a República Popular da China (RPC) em 1997, um número crescente de habitantes de Hong Kong tem se preocupado com o que consideram a invasão de Pequim nas liberdades do território e o fracasso do governo de Hong Kong em fornecer uma "democracia genuína".
O atual movimento de independência ganhou apoio significativo após a reforma eleitoral de 2014-15 em Hong Kong, que dividiu profundamente o território, pois teria permitido que os habitantes de Hong Kong tivessem o sufrágio universal condicionado ao fato de Pequim ter autoridade para selecionar possíveis candidatos para o Chefe do Executivo de Hong Kong (CE), o chefe do governo do território. Isso desencadeou os protestos massivos de ocupação de 79 dias apelidados de "Revolução Umbrella". Após os protestos, muitos novos grupos políticos que defendem a independência ou autodeterminação foram estabelecidos, por considerarem que o princípio "Um país, dois sistemas " falhou.
De acordo com uma pesquisa realizada pela Universidade Chinesa de Hong Kong (CUHK) em julho de 2016, quase 40% dos habitantes de Hong Kong com idade entre 15 e 24 anos apoiaram a transformação do território em um país independente, enquanto 17,4% dos entrevistados em geral apoiaram a independência, apesar de apenas 3,6% afirmando que pensam que é "possível". 69,6% dos entrevistados apoiaram a manutenção de 'Um país, dois sistemas'. Um pouco mais de 13% dos entrevistados apoiaram a governança direta da China.

## História

### Período colonial
A Ilha de Hong Kong foi ocupada pela primeira vez pelos britânicos em 1841. A ilha foi oficialmente cedida como colônia da coroa ao Reino Unido do Império Qing em 1842, após a Primeira Guerra do Ópio, nos termos do Tratado de Nanquim . As outras partes de Hong Kong, Kowloon e os Novos Territórios foram cedidos permanentemente e alugados por 99 anos para a Grã-Bretanha em 1860 sob a Convenção de Pequim e em 1898 sob a Segunda Convenção de Pequim, respectivamente.Embora o governo chinês, governado pelo Kuomintang liderado por Chiang Kai-shek, pretendesse inicialmente retomar o território, a Grã-Bretanha retomou o controle de Hong Kong em 1945 após a Segunda Guerra Mundial, na qual Hong Kong foi ocupada pelo Japão por três anos e oito meses. Havia poucos defensores da descolonização de Hong Kong do domínio britânico durante o período pós-guerra, notadamente Ma Man-fai e o Partido do Governo Autônomo Democrático de Hong Kong na década de 1960, mas o movimento infrutífero deixou de existir sem o apoio substancial do público.
Nos últimos anos da década de 1970 ao início da década de 1980, a questão da soberania de Hong Kong emergiu no cenário político de Hong Kong à medida que o fim do contrato de arrendamento dos Novos Territórios se aproximava. Hong Kong e Macau foram retirados da lista das Nações Unidas de Territórios Não Autónomos, nos quais os territórios da lista teriam o direito de ser independentes, a 2 de Novembro de 1972 a pedido da República Popular da China (RPC). Embora houvesse defensores da independência de Hong Kong, a maioria da população de Hong Kong, muitos dos quais eram refugiados políticos, econômicos ou de guerra Guerra Civil Chinesa e do regime comunista na China continental, desejava manter o status quo. O pedido de um representante de Hong Kong nas negociações sino-britânicas foi rejeitado por Pequim. Em 1984, os governos britânico e chinês assinaram a Declaração Conjunta Sino-Britânica que estabelecia que a soberania de Hong Kong deveria ser transferida para a RPC em 1 de julho de 1997, e Hong Kong poderia aproveitar de um "alto grau de autonomia" sobre o  princípio de Um país, dois sistemas.
De 1983 a 1997, Hong Kong viu um êxodo de emigrantes para países estrangeiros, especialmente depois da repressão da Praça da Paz Celestial em 1989, quando mais de um milhão de habitantes de Hong Kong apareceram nas ruas para apoiar os manifestantes estudantis em Pequim. O massacre de Tiananmen em 1989 fortaleceu os sentimentos anti-Pequim e também levou ao surgimento do movimento pela democracia local, que exigia um ritmo mais rápido de democratização antes e depois de 1997.

### Início da era SAR
Desde 1997, a implementação dos Artigos 45 da Lei Básica de Hong Kong, que estabelecem que o Chefe do Executivo (CE) e o Conselho Legislativo (LegCo) devem ser eleitos por sufrágio universal, tem dominado a agenda política em Hong Kong. O campo pró-democracia, um dos dois maiores alinhamentos políticos no território, apelou para a implementação antecipada do sufrágio universal desde os anos 1980. Depois de mais de 500.000 pessoas protestarem contra a legislação da lei de segurança nacional estipulada no Artigo 23 da Lei Básica em 1 de julho de 2003, o Comitê Permanente do Congresso Nacional do Povo (NPCSC) em abril de 2004 descartou o sufrágio universal antes de 2012.
Desde 2003, a crescente invasão de Pequim levou Hong Kong a se tornar cada vez mais integrado como parte da China. Como resultado, as liberdades e os valores essenciais de Hong Kong foram prejudicados. Em 2009 e 2010, a construção da seção de Hong Kong da ligação ferroviária de alta velocidade para Guangzhou (XRL) escalou para uma série de protestos massivos . Muitos manifestantes acusados de o governo de Hong Kong gastar HK $ 69,9 bilhões (US $ 9 bilhões) por uma ferrovia desnecessária apenas para agradar a Pequim. Alguns também temiam que fosse em benefício do Exército de Libertação do Povo, a fim de mobilizar suas tropas mais rapidamente. Em 2012, o plano do governo de realizar a educação moral e nacional gerou polêmica, pois foi acusado de elogiar o Partido Comunista da China e a ideologia nacionalista chinesa, enquanto condenava a democracia e os "valores ocidentais".
A educação anti-moral e nacional liderada pelo grupo estudantil Escolarista liderado por Joshua Wong atraiu com sucesso um grande comparecimento de pessoas que compareciam às assembleias, o que levou o governo a recuar. 
Em 2011, houve um surgimento de sentimentos localistas, dos quais alguns assumiram uma postura nativista anti-imigração, temendo que novos imigrantes chineses do continente, turistas e comerciantes paralelos ameaçassem as instituições estabelecidas e os costumes sociais de Hong Kong. On the Hong Kong City-State. de  Chin Wan, publicado em 2011, defendendo uma perspectiva "localista" e abandonando o "sentimento nacionalista chinês", desencadeou um intenso debate público e foi popular entre a geração jovem. A teoria de Chin Wan teve uma forte influência sobre os ativistas mais jovens, que mantinham um forte ressentimento contra os moderados pan-democratas nacionalistas chineses e sua organização dos memoriais anuais para os protestos da Praça Tiananmen de 1989, que tinham um "tema nacionalista chinês", como eles percebiam . Muitos deles também promoveram sentimentos nostálgicos pelo domínio britânico e agitaram bandeiras coloniais em assembleias públicas.

### O surgimento do movimento pró-independência
The Undergrad, a publicação oficial da Hong Kong University Students 'Union (HKUSU), de fevereiro de 2014, publicou alguns artigos sobre o tema de uma nação de Hong Kong, incluindo "A nação de Hong Kong decidindo seu próprio destino" e "Democracia e Independência para Hong Kong ". O presidente-executivo, Leung Chun-ying, usou seu discurso de política de Ano Novo de 2015 para direcionar duras críticas à revista por promover a independência de Hong Kong, que na verdade teve pouca tração até aquele momento, alimentando o debate e as vendas do livro Nacionalismo de Hong Kong, que apresentou os artigos.
Em 31 de agosto de 2014, o Comitê Permanente do Congresso Nacional do Povo (NPCSC) definiu restrições ao método eleitoral do Chefe do Executivo, no qual qualquer candidato deve ser examinado por um comitê de nomeação controlado por Pequim antes de se candidatar às eleições. A decisão do NPCSC de 2014 desencadeou um protesto histórico de 79 dias que foi apelidado de " Revolução Umbrella ". O fracasso da campanha por um processo democrático livre e genuíno fortaleceu o discurso pró-independência, visto que foi visto como um fracasso do "Um País, Dois Sistemas" e um estado independente seria a única saída. Grupos políticos localistas liderados por jovens cresceram rapidamente após os protestos. Enquanto alguns deles, como Youngspiration, seguiram o caminho parlamentar ao participar das eleições para o Conselho Distrital de 2015, outros, como Indígenas de Hong Kong tomaram a "ação de rua", tendo como alvo os turistas do continente e comerciantes paralelos com um estilo militante de protesto.
Em 8 de fevereiro, durante os feriados do Ano Novo Chinês de 2016, os distúrbios civis de Mong Kok eclodiram entre a polícia e os manifestantes após a repressão do governo aos vendedores ambulantes não licenciados. Bastões e spray de pimenta foram usados pela polícia e dois tiros de advertência foram disparados para o ar, enquanto os manifestantes atiravam garrafas de vidro, tijolos, vasos de flores e lixeiras contra a polícia e incendiaram as ruas. O principal participante do evento, o Indígena de Hong Kong, um grupo político com tendências pró-independência, foi rotulado pelo Diretor do Escritório de Ligação Chinês em Hong Kong, Zhang Xiaoming, como "separatistas radicais" que eram "inclinados ao terrorismo". O Exército de Libertação do Povo também divulgou uma declaração responsabilizando "organizações separatistas radicais locais individuais" pela revolta, além de criticar a mídia ocidental por "embelezar a agitação" em seus primeiros relatórios.Edward Leung, líder dos Indígenas de Hong Kong que esteve fortemente envolvido na agitação civil, obteve um resultado melhor do que o esperado na eleição suplementar de Novos Territórios Leste no final do mês, obtendo 15 por cento dos votos. Após o resultado, Leung afirmou que o localismo havia se firmado como o terceiro poder mais importante na política local, ficando lado a lado com os campos pan-democráticos e pró-Pequim.
O Partido Nacional de Hong Kong, o primeiro partido que defende abertamente a independência de Hong Kong e a República de Hong Kong, foi estabelecido em 28 de março de 2016, atraindo ataques dos governos de Pequim e da RAE. O Gabinete para os Assuntos de Hong Kong e Macau do Conselho de Estado emitiu uma declaração condenando o partido, afirmando que "prejudicou a soberania do país, a segurança, pôs em perigo a prosperidade e a estabilidade de Hong Kong e os interesses centrais de Hong Kong. . . "O governo de Hong Kong emitiu um comunicado após a formação do partido, afirmando que "qualquer sugestão de que Hong Kong seja independente ou qualquer movimento para defender tal 'independência' vai contra a Lei Básica e irá minar a estabilidade e prosperidade de Hong Kong e prejudicar o interesse do público em geral. . . O Governo da RAE tomará medidas de acordo com a lei."
Demosistō, um partido político liderado principalmente por ex-líderes estudantis como Joshua Wong e Nathan Law nos protestos de ocupação de 2014 estabelecidos em 10 de abril de 2016, defendeu um referendo para determinar a soberania de Hong Kong após 2047, quando o "Um país, dois sistemas" princípio conforme prometido na Declaração Conjunta Sino-Britânica e na Lei Básica de Hong Kong deverá expirar. Demosistō formou aliança eleitoral com outros que pensam da mesma forma e enfatiza a noção de "autodeterminação democrática" em oposição à "autodeterminação nacional" dos grupos de direita pró-independência. Devido à sua defesa do "referendo", o Registro de Empresas e a polícia atrasaram seu registro como empresa ou sociedade. O partido também não conseguiu abrir sua própria conta bancária para arrecadar fundos.
O Graduado publicou novamente um artigo em março de 2016 intitulado "Declaração da Juventude de Hong Kong" defende a independência de Hong Kong no termo da Declaração Conjunta Sino-Britânica em 2047. Exige que um governo democrático seja estabelecido após 2047 e que o público elabore a constituição de Hong Kong. Também denuncia o governo de Hong Kong por se tornar um "fantoche" do regime comunista, "enfraquecendo" a autonomia do território. Leung Chun-ying rejeitou a alegação, insistindo que "Hong Kong faz parte da China desde os tempos antigos, e este é um fato que não mudará depois de 2047."

### Supressão inicial
Na eleição do Conselho Legislativo de 2016, seis ativistas pró-independência foram desqualificados, incluindo o indígena ' Edward Leung de Hong Kong e Chan Ho-tin do Partido Nacional de Hong Kong, pela Comissão de Assuntos Eleitorais (EAC), na qual o governo argumentou que seus as posturas pró-independência não estavam em conformidade com o Artigo 1 da Lei Básica, que afirmava que Hong Kong era uma parte inalienável da China e Legislative Council Ordinance (Cap. 542) § 40  que exigia que todos os candidatos defendessem a Lei Básica e jurassem fidelidade à Região Administrativa Especial de Hong Kong. Em 5 de agosto, os ativistas pró-independência de Hong Kong lançaram um comício que foi apelidado de "primeiro comício pró-independência em Hong Kong" e atraiu cerca de 2.500 pessoas. Os localistas que entraram com sucesso na corrida, juntos tiraram 19% do total de votos nas eleições gerais sob diferentes bandeiras e slogans que defendem a "autodeterminação".
Em 12 de outubro de 2016, na reunião inaugural do Conselho Legislativo, dois legisladores da Youngspiration , Baggio Leung e Yau Wai-ching, prestaram juramento de posse como uma oportunidade para fazer declarações pró-independência. Os dois alegaram que "Como membro do Conselho Legislativo, devo me esforçar seriamente para proteger os interesses da nação de Hong Kong", exibiram uma faixa "Hong Kong não é a China", inseriram suas próprias palavras nos juramentos e pronunciou erroneamente "República Popular da China" como uma foda popular de Chee-na". Seus juramentos foram invalidados pelo secretário-geral da LegCo, Kenneth Chen, e posteriormente contestados pelo governo no tribunal. Em 7 de novembro de 2016, o Comitê Permanente do Congresso Nacional do Povo (NPCSC) interpretou o Artigo 104 da Lei Básica de Hong Kong para "esclarecer" a disposição dos legisladores de jurar fidelidade a Hong Kong como parte da China quando assumirem o cargo. O porta-voz do Gabinete de Assuntos de Hong Kong e Macau afirmou que "[Pequim] não permitirá de forma alguma ninguém que defenda a secessão em Hong Kong, nem permitirá que qualquer activista pró-independência entre numa instituição governamental." Consequentemente, o tribunal desqualificou os dois legisladores em 15 de novembro.

### Estandarte pró-independência das universidades de 2017
Em 4 de setembro de 2017, a questão da independência de Hong Kong fez um reaparecimento de alto nível, quando as bandeiras que pediam a independência surgiram na Universidade Chinesa de Hong Kong (CUHK) durante a noite, antes do novo ano acadêmico. Os funcionários da escola os removeram rapidamente. Faixas e cartazes da independência surgiram em mais universidades enquanto sete sindicatos de estudantes uniram forças para condenar a remoção das faixas e cartazes pelas autoridades do campus como uma "erosão grave" da liberdade acadêmica.
Brigas e confrontos entre alguns estudantes locais e do continente eclodiram quando vários estudantes chineses do continente se agruparam para derrubar os cartazes que defendiam a independência de Hong Kong no "muro da democracia" do campus da CUHK. A ação dos estudantes do continente foi elogiada pela Liga da Juventude Comunista Chinesa, que compartilhou o vídeo em sua conta oficial do WeChat.  Um comentário intitulado "Uma regra deve ser definida para tornar a independência de Hong Kong um crime", publicado no Diário do Povo (China) no exterior, disse que a discussão sobre a independência de Hong Kong deveria ser considerada ilegal, assim como é ilegal promover o nazismo na Alemanha 